# Fäviken Magasinet

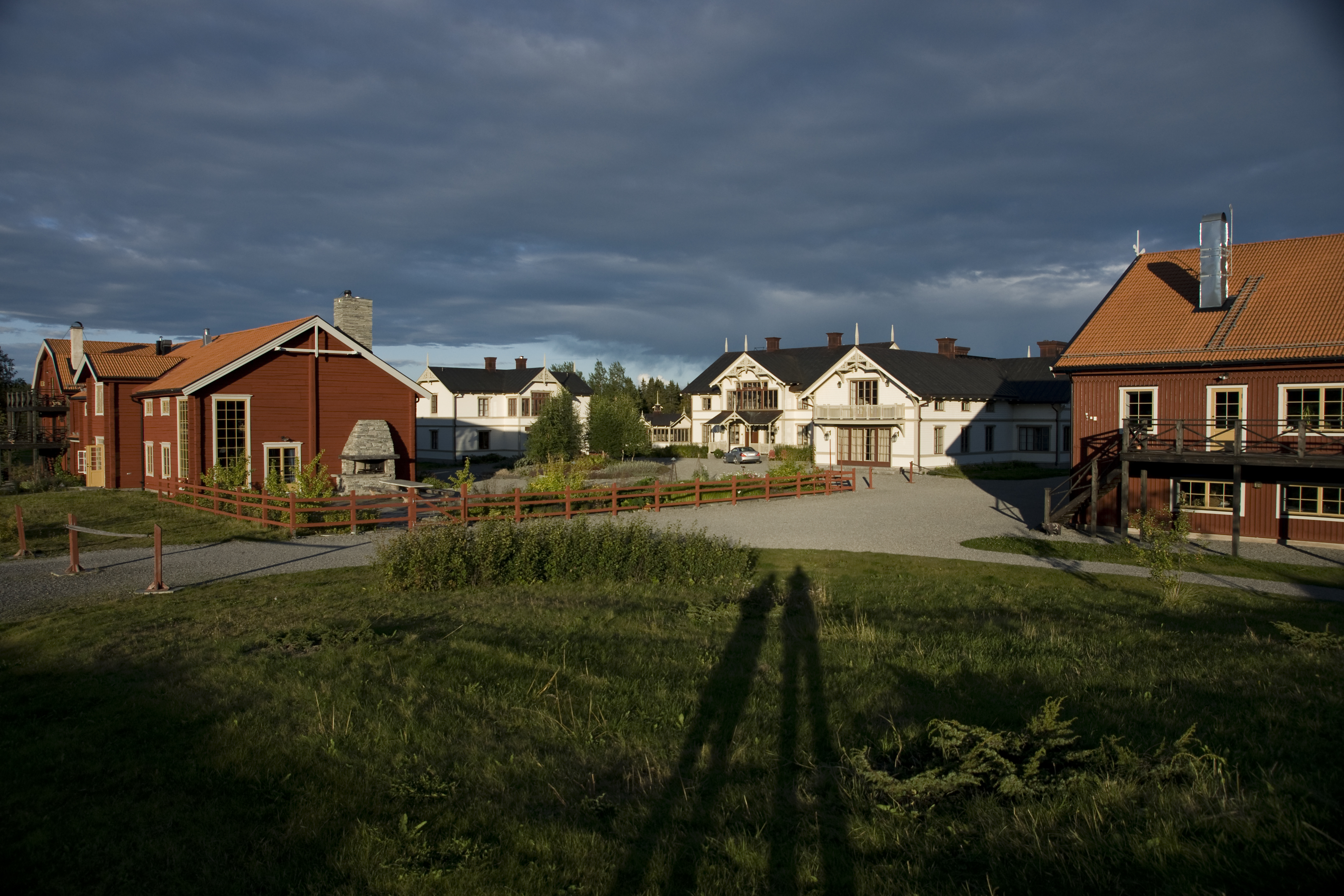
Restaurang Fäviken Magasinet.

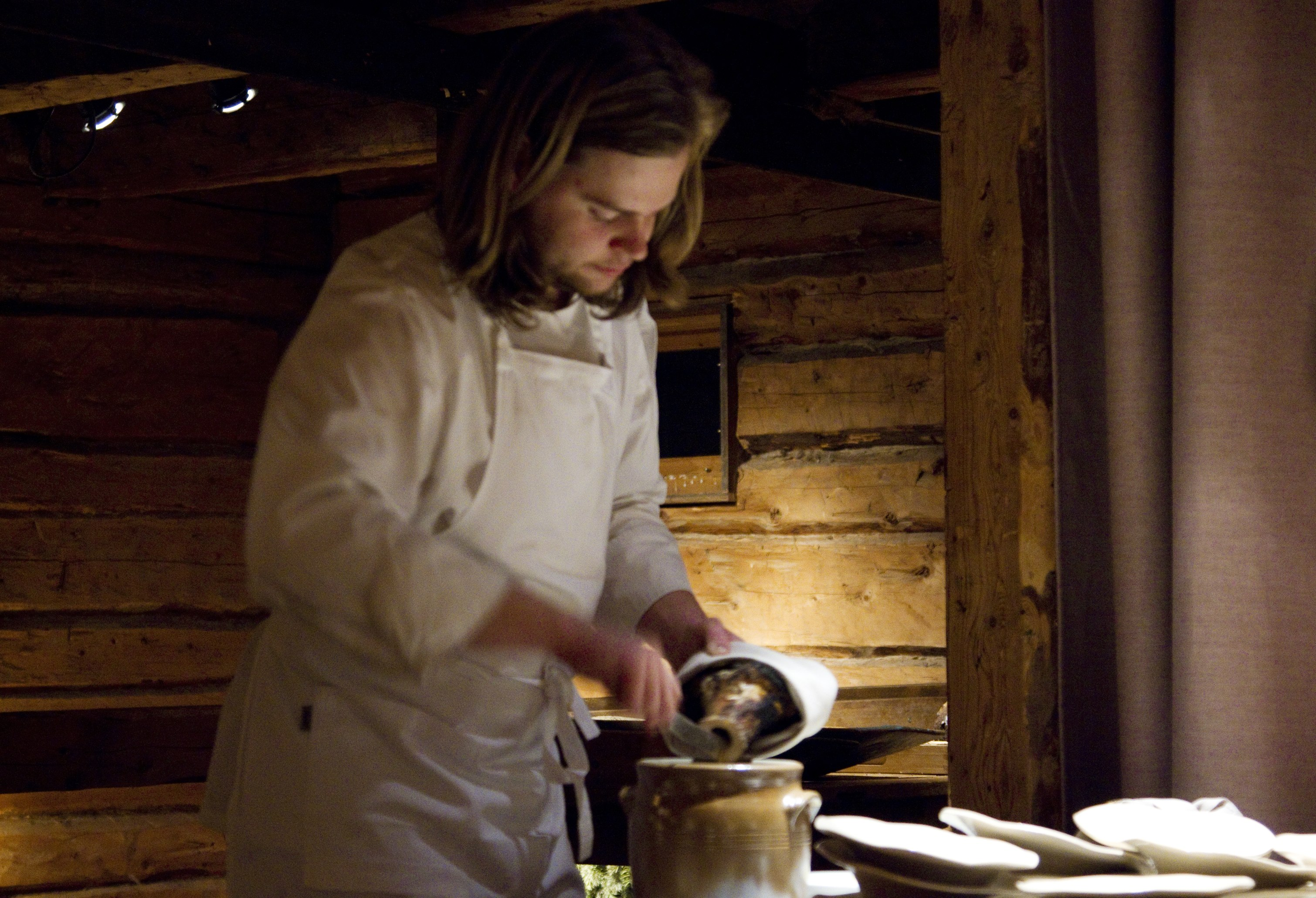
Köksmästare Magnus Nilsson på Fäviken Magasinet.

Fäviken Magasinet eller Fäviken var en prisbelönt restaurang i byn Fäviken nära Åre i Jämtland. Köksmästare var Magnus Nilsson och Jesper Karlsson. Restaurangen stängdes den 14 december 2019.

## Utmärkelser
- Två stjärnor i Michelinguiden 2016.[3]
- The World's 50 Best Restaurants No. 34 2012,[4] No. 34 2013,[5] No. 19 2014,[6] No. 25 2015,[7] No. 41 2016[8]
- Internationell mästarklass av White Guide 2011, 2012, 2013, 2014, 2015, 2016[9][1]